# Villa Pehuenia
Villa Pehuenia ist ein kleiner Touristenort mit 1611 Einwohnern (2010) (INDEC) im argentinischen Teil der Anden auf einer Höhe von etwa 1200 m über dem Meeresspiegel, unweit der chilenischen Grenze, im Westen der argentinischen Provinz Neuquén, im Nordwesten Patagoniens. Mit dem 23 km wsüdwestlich befindlichen Ort Moquehue bildet er das Municipio Villa Pehuenia-Moquehue.

## Geografie
Villa Pehuenia befindet sich unweit der Pazifik/Atlantik Wasserscheide, welche hier in diesem Abschnitt in etwa die Grenze zwischen Argentinien und Chile bildet. Diese Wasserscheide und Staatsgrenze erstreckt sich wie ein Bogen nördlich, nordwestlich und westlich der Ortslagen von Villa Pehuenia. Der Ort selbst liegt am nördlichen Ufer des Lago Aluminé. Dieser befindet sich im oberen (nördlichen Teil) des Einzugsgebiets des Río Aluminé, welcher wiederum ein Teileinzugsgebiet des Flusses Río Limay bildet, welcher wiederum den südwestlichen Teil des Haupteinzugsgebiets des Río Negro darstellt, der in El Cóndor bei Viedma in den Atlantik mündet.
Oberhalb (westlich) des Lago Aluminé befindet sich der Lago Moquehue, welcher ebenfalls zum Gemeindegebiet gehört.
Im Norden befindet sich der erloschene Vulkan Batea Mahuida (etwa 1900 m über dem Meeresspiegel), welcher gleichzeitig den höchsten Punkt des Gemeindegebietes darstellt. Der Ort Villa Pehuenia selbst befindet sich auf einer Höhe von etwa 1200 m über dem Meeresspiegel.
Der Ort Villa Pehuenia bildet gemeinsam mit der 23 km südwestlich liegenden Gemeinde Moquehue die politische Einheit „Municipio“ mit dem Namen Villa Pehuenia-Moquehue, welches den nördlichen Teil des Departamento von Aluminé bildet und sich im mittleren Westen der argentinischen Provinz Neuquén befindet.
Es gibt von Villa Pehuenia aus einen kleinen Grenzübergang nach Chile, hin zum Ort Icalma und weiter Richtung Temuco.

## Geschichte und Kultur
Seit etwa zehntausend Jahren gibt es Menschen in dieser Region, auf beiden Seiten der Anden, so auch hier um die Seen Lago Aluminé und Lago Moquehue. Die Anden bildeten keine Grenze, sondern im Gegenteil, waren ein Verbindungskanal der Kommunikation, Migration und Austausch von Ressourcen, welche zur Entwicklung der Mapuche auf beiden Seiten beitrug. Je nach der unterschiedlichen Umwelt angepassten Lebensformen bildeten sich, so entstanden lokal unterschiedliche Bräuche, Kleidung, sprachliche Ausdrücke, Ernährungsformen und Überlebenspraktiken.
Da es sich bei der Bevölkerung auf beiden Seiten der Anden um nomadische Jäger und Sammler handelte, gab es keine festen Bauten, welche durch einen spezifischen Standort identifiziert werden konnten. Stattdessen unterschied man die Bevölkerungsgruppen nach dem Ort, wo sie sich gerade aufhielten, wie die Huilliche im Süden, die Lafkenche im Westen (wörtl. in Mapudungun „Menschen des Meeres oder der Seen“) und die Pehuenche (auch Pewenschen oder Pegüenche, „Leute des pehuén“ (Araucaria arauca)), ein Volk, welches in der Nähe oder direkt in den Bergen lebte, wo das Verbreitungsgebiet dieser Bäume lag; und sich unter anderem von seinem nährstoffreichen Samen ernährte. Die Pehuenche lebten und leben heute noch sowohl auf chilenischer, als auch auf argentinischer Seite der Anden, dort vor allem im Westen der heutigen Provinz Neuquén. Diese Gruppen konnten während der spanischen Kolonialzeit eine relative Unabhängigkeit bewahren, wurden dann erst durch die starke Zunahme von landnehmenden europäischen Einwanderern durch die Bildung der Nationalstaaten Chile und Argentinien bedroht und dann verdrängtː Bis 1881 wurde das Gebiet um die Seen Aluminé und Moquehue von Menschen bewohnt, welche vom Cacique Renque Curá (dem Bruder von Calfucurá) regiert wurden. Ebenso gab es auch vereinzelt Siedler europäischer Herkunft, welche mit den Einheimischen zusammenarbeiteten und lebten.
Ganz besonders wurde die Verdrängung in Chile vor allem während der „Besetzung der Araucanía“ (Ocupación de la Araucanía) von 1861 bis 1883; in Argentinien etwas zeitversetzt in der „Wüstenkampagne“ von 1878 bis 1885. Beide Läner starteten einen „Wettlauf“, um die von ihnen nicht kontrollierten Territorien zu erobern und besetzen sowie die unabhängige und widerspenstige einheimische Bevölkerung zu verdrängen oder auszulöschen (Genozid). Der dadurch fehlende Zusammenarbeit zwischen den noch jungen „offiziellen“ Staaten half vielen Angehörigen dieser bedrängten Bevölkerung von Chile nach Argentinien oder umgekehrt von Argentinien nach Chile auszuweichen und somit zu überleben. Nach der Machtübernahme und der Aufteilung der südlichen Gebiete zwischen Chile und Argentinien begann auch in dieser Zone die Invasion und Landnahme durch europäische Siedler.
Das Gebiet um die Aluminé- und Moquehue-Seen bildete die historischen Siedlungsgebiete während des Sommers der nomadischen Mapuche-Gemeinschaften. Erst Ende des 19. Jahrhunderts wurde hier die Orte Puel Mapuche (derzeit La Angostura) und Plácido Puel (am Ufer des Aluminé Sees) permanente besiedelt.
Trotz des Drucks gelang es der ursprünglichen Bevölkerung, aufgrund ihrer vorindustriellen Bräuche und ihrer hohen Anpassung an die Umwelt, reservierte Gebiete zu bewahren. Es wurden auch ökologisch in hohem Maße geschützte Gebiete erhalten. Ein Beispiel dafür war und ist der Respekt vor den Wäldern (die Abholzung wird so weit wie möglich vermieden; sehr gute Nahrungsressourcen werden aus den Pehuén gewonnen).
Ein weiteres offensichtliches Beispiel ist die ursprüngliche Konstruktion: Die „Rucas“, d. h. typische Häuser, bestehen aus einigen Blockbalken, die oft aus natürlich abgestorbenen Bäumen stammen, wodurch die Gefahr von Waldbränden verringert wird. Als wichtiger Bestandteil der Wände kommt der hochdämmende Lehmziegel zum Einsatz. Das Satteldach ist sehr nützlich, um das Gewicht des Schnees besser zu tragen und das schnelle Abfließen von Wasser zu erleichtern, wenn es schmilzt, ähnlich der „Alpenchalets“ oder der „Pyrenäen-Eches“ oder „-Etches“ oder „-Etxes“. Die Hauptausrichtung der Öffnungen der Rucas, wie Türen und Fenster sind dabei nach dem Sonnenlicht ausgerichtet, vor allem um sich vor den ewigen aus Westen kommenden kalten und feuchten Stürmen zu schützen.
Ab der Mitte des 20. Jahrhunderts gab es einen verstärkten Ausbau der Holzindustrie. Diese hatte eine Abholzung zur Folge, sowie die Einführung schnellwachsender und sich leicht vermehrender Baumsorten aus der nördlichen Hemisphäre, welche jedoch für die endemischen Bäume eine Gefahr durch Verdrängung darstellten. Wegen fehlender Straßen für den Abtransport waren die Abholzungen aber nur begrenzt. Weite Gebiete des natürlichen Waldbestands konnten erhalten bleiben. In Moquehue entstand ein wichtiges Zentrum der Waldausbeutung der Provinz Neuquén. Dadurch siedelten sich auch vermehrt Siedler europäischer Nachfahren in der Region an.
Bis zum Jahr 1989 existierte die heutige Villa Pehuenia jedoch noch nicht, an ihrer Stelle befand sich ein kleiner und verstreuter Weiler, gelegentlich „Aluminé“ genannt, bevölkert von Mitgliedern der Puel-Gemeinschaft (in Mapudungun: „Leute des Ostens“), welche einige Bräuche ihrer indigenen Vorfahren beibehalten haben.
Im April 1988 fanden Treffen zwischen den Anwohnern der Aluminé- und Moquehue-Seen und den Regierungsbehörden der Provinz Neuquén statt, um eine Kommission zur Regionalentwicklung zu bilden mit folgenden Zielenː (1) geopolitisch: Durch die Institutionalisierung einer wichtigen Enklave der Provinz Neuquén an der unmittelbaren Grenze gegenüber einer dichter besiedelten Region des Nachbarlandes Chile. (2) Die Verbesserung des Wohlergehens und Lebensstandards der Gesamtbevölkerung der Regionː Die Entwicklung und Verbesserung in den Bereichen Bildung, Gesundheit, Sicherheit, Arbeit und Wohnen. Und (3) Die Kommission wird der Verwalter der wichtigen touristischen Ressourcen der Region sein, und somit auch für den Schutz und Bereicherung seiner Naturressourcen. Mit dem Dekret Nr. 153 der Exekutivgewalt der Provinz Neuquén, vom 20. Januar 1989, wurde offiziell die Entwicklungskommission „Villa Pehuenia“ gegründet. Diese hatte die Aufgabe der integralen nachhaltigen Regionalentwicklung der Umgebung der Seen Aluminé und Moquehue.
Die Gemeindeverwaltung (Municipio Villa Pehuenia-Moquehue) unterstützt und arbeitet an der Erhaltung von einmaligen Ökosystemen, der Gestaltung einer geordneten und nachhaltigen Urbanisierung, einschließlich touristischer Infrastruktur und Förderung eines nachhaltigen Tourismus. Villa Pehuenia und Moquehue sind seitdem relevante Reiseziele für das andine Patagonien geworden. Der Erhalt der natürlichen endemischen Ökosysteme, speziell der Schutz und die Restaurierung der hier vorkommenden natürlichen Araukarien-Wälder (Araucaria arauca), welche aktuell weltweit nur über ein relativ sehr kleines natürliches Verbreitungsgebiet verfügen, aber bereits in der Jura- und Kreidezeit die Erde besiedelten, spielt eine wesentliche Rolle. Im Ortsteil La Angostura gibt es eine forstliche Baumschule, den „Vivero Provincial Luis Alberto Puel“, in welcher zahlreiche einheimische Baumarten zur Wiederaufforstung degradierter Standorte reproduziert werden, unter anderem auch die endemische Araucaria arauca.
Zuerst gab es die Idee, den Vulkan Batea Mahuida als Skizentrum zu nutzen, da dieser Berg durch eine halbjährige geschlossene Schneedecke hervorragende Bedingungen für Wintersport bietet.

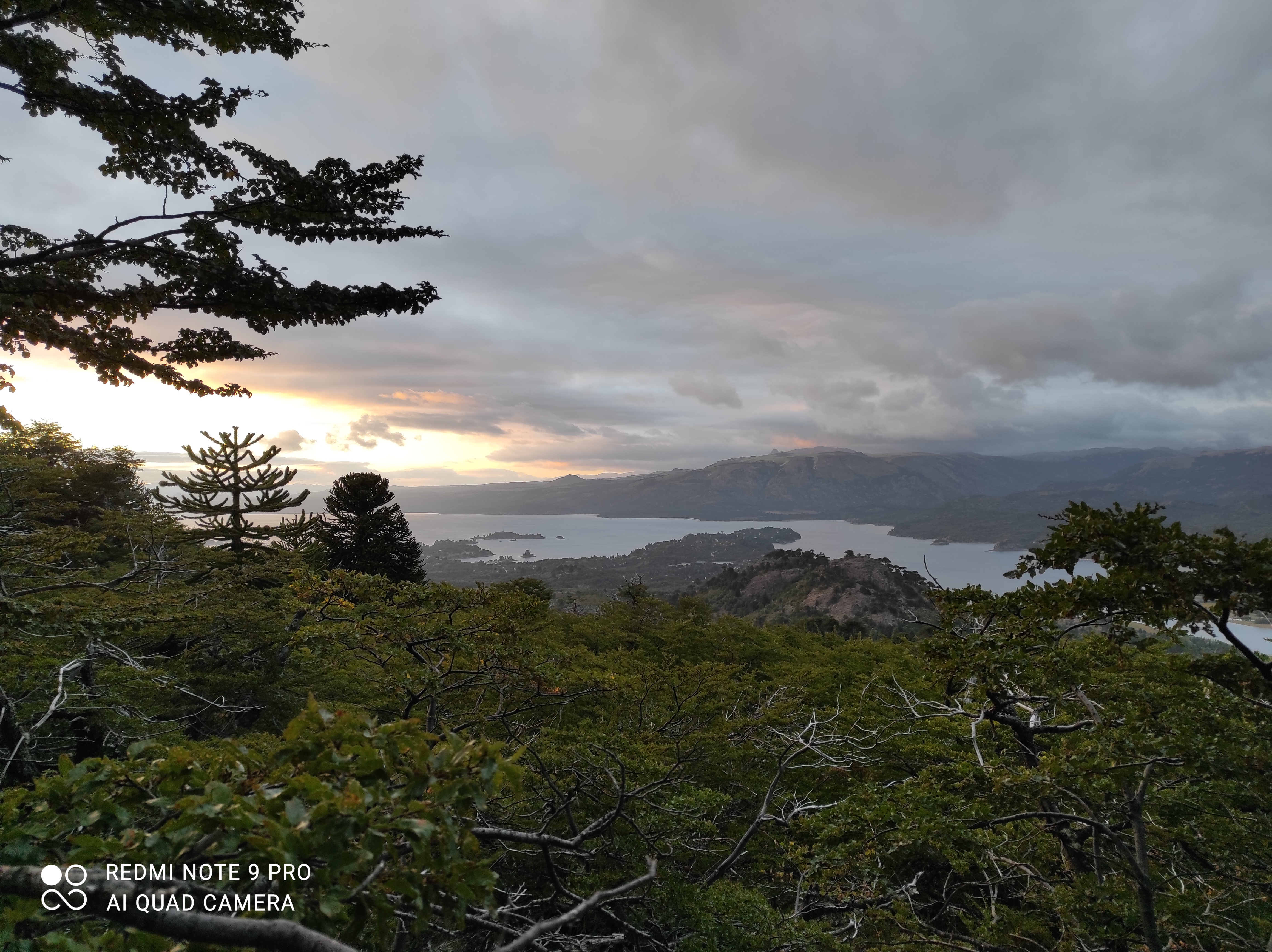
Blick vom Südhang des Vulkans Batea Mahuida auf den Lago Aluminé mit der Halbinsel von Villa Pehuenia.

Die Mapuche-Puel-Gemeinschaft organisierte sich, um die Nutzung der natürlichen touristischen Ressource herum zu verwalten. Neben dem Wintersport kam auch die Entdeckung des Potenzials für den ganzjährigen Ökotourismus in seinen verschiedenen Varianten. Es entstand der ebenfalls genossenschaftlich verwaltete Park Cinco Lagiunas (Funf Seen). Mit der Zeit wurde eine Infrastruktur touristischer Dienstleistungen aller Art aufgebaut. So entstand die kleine Bergstadt Villa Pehuenia. Zu den Einwohnern der Puel-Gemeinde gesellen sich neue Siedler, unter anderem viele Europäer, welche die Grundbräuche der argentinischen Puel-Gemeinde akzeptieren.

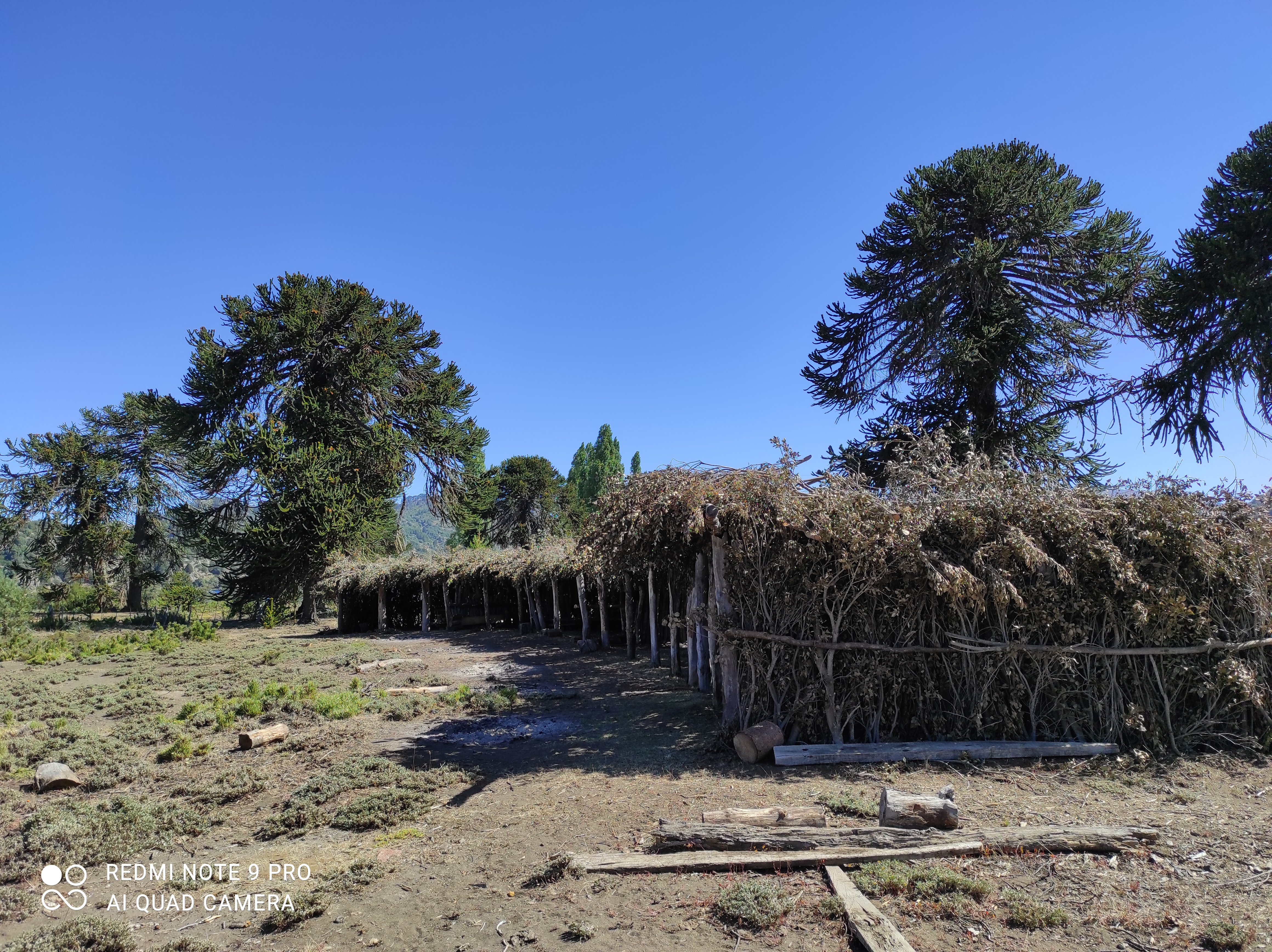
Villa Pehueniaː nachgebauter Toldo der Mapuche, nördlich des Moquehue-Sees

## Verkehr
Die Provinzstraße 13 verbindet Villa Pehuenia mit Zapala auf einer Strecke von 125 km, welche über Primeros Pinos, La Atravesada, Kilca und La Pampa de Loco Luán führt, aber bei stärkerem Schneefall im Winter geschlossen wird. Dieselbige Provinzstraße führt Richtung Nordwesten über einen kleinen Grenzübergang ins 12 km entfernte chilenische Icalma. Es gibt aber zurzeit keine grenzüberschreitenden öffentliche Verkehrsverbindungen über diesen Grenzübergang. Von Icalma aus kommt man weiter über Melipeuco, Cunco nach Temuco. Von dort aus kommt man wieder auf die Autobahn 5, welche den Norden mit dem Süden Chiles verbindet.
Die Provinzstraße 23 beginnt am nördlich liegenden wichtigen Hauptgrenzübergang Pino Hachado, verläuft in südliche Richtung über Villa Pehuenia, den Ort Aluminé, Junín de los Andes und San Martín de los Andes.
Die Provinzstraße 46 verbindet Aluminé mit Zapala und führt über den Rahué-Pass (Cuensta de Rahué), ist aber ganzjährig befahrbar und die wichtigste Verbindung zur Provinzhauptstadt Neuquén. Auf dieser Strecke verläuft auch die einzige einmal täglich stattfindende öffentliche Verkehrsverbindung nach Villa Pehuenia, welche nicht nur die Provinzhauptstadt, sondern auch den dortigen Internationalen Flughafen anbindet. Diese Verbindung ist unabhängig von den Witterungsverhältnissen, einschließlich Schneefalls, ganzjährig offen. Daneben gibt es noch die Provinzstraße 11, welche durch besonders schöne Landschaft führt, am Lago Moquehue, dem Dorf Moquehue, und am Lago Ñorquinco vorbei, bis hin zum nördlichen Eingang an den Nationalpark Lanín. Auf dieser Straße gibt es keine öffentliche Verkehrsverbindung, ist auch bei starkem Schneefall nicht befahrbar.

### Öffentlicher Verkehr
Es gibt von Neuquen aus eine tägliche Busverbindung über Zapala - der Cuesta de Rahue (Rahue-Pass) - Aluminé nach Villa Pehuenia. Hier wird empfohlen das Ticket im Voraus zu bekommen, da sieser Service nur einmal táglich stattfindet. Nach Moquehue und auch zur chilenischen Grenze oder weiter bis zum naheliegenden chilenischen Icalma kommt man nur mit Taxi.

## Klima
Das Klima ist typisch für die Ostseiten der Patagonischen Anden: Starke Westwinde das ganze Jahr über. Durch die Lage im Regenschatten ist das Klima trocken, welches aber durch die Nähe zur Hauptwasserscheide sehr unterschiedlich ist. Nach Westen hin nehmen die Niederschläge in kurzer Entfernung sehr stark zu, dagegen kommt man nach Osten hin in wenigen Kilometern in eine Steppenlandschaft, welche die stark abnehmenden Niederschläge widerspiegeln. Dies kann man deutlich an der natürlichen Vegetation, der Zusammensetzung der Spezien in den natürlichen Ökosystemen, erkennen.
Der Unterschied der Jahreszeiten ist dagegen sehr ausgeprägtː Im Sommer sind die Tagestemperaturen um die 20 – 30 °C, trotz der Höhenlage von 1200 m, aber daher sind die Nächte nur zwischen 0 und 4 °C. Leichte Nachtfröste in den Niederungen sind auch im Sommer möglich. Im Winter dagegen fallen öfters die Temperaturen bis - 20 °C. Schneefall ist häufig. Wie alle Niederschläge sind auch diese von West nach Ost hin abnehmend.
Nach der Klimatabelle der örtlichen Wetterstation von Villa Pehuenia (Daten zwischen 1991 und 2021) gibt es nach der Klassifikation von Köppen und Geiger hier ein Klima Cbf, also ein ganzjährig feuchtes und gemäßigtes Klima, mit einem durchschnittlichen Jahresniederschlag von 1543 mm /Jahr. Der niederschlagsreichste Monat ist der winterliche Juni mit 290 mm / 30 Tage, oftmals als Schneefall. Der trockenste im sommerlichen Januar mit 40 mm/ 31 Tage; d. h. der Unterschied zwischen dem trockensten und feuchtesten Monat sind 250 mm/Monat. Der trockenste ist auch gleichzeitig der wärmste Monat, d. h. im Januar ist die mittlere Monatstemperatur 12,8 °C, die mittlere tägliche Mindesttemperatur 6,8 °C und die mittlere tägliche Höchsttemperatur 19,8 °C. Der kälteste Monat ist im Juli. Hier ist die mittlere Monatstemperatur −0,4 °C, die mittlere tägliche Mindesttemperatur −2,6 °C; und die mittlere tägliche Maximaltemperatur 2,7 °C. Den gesamten Winter über gibt es Schnee, welche in den Höhenlagen den gesamten Winter hindurch präsent ist.

## Vegetation
Villa Pehuenia befindet sich in dem relativ kleinen Gebiet, in dem der Pehuén-Baum (Araucaria arauca) heimisch ist. Er wächst in kompakten Araukarienwäldern, aber auch in Mischwäldern in Gemeinschaft mit der Coihue-Südbuche (Nothofagus dombeyi), Lenga-Südbuche (Nothofagus pumilio), Ñirre oder Antarktischen Scheinbuche (Nothofagus antarctica) und der Chile-Zeder (Austrocedrus chilensis).
Die Landschaft der Umgebung ist gebirgig mit Höhenlagen unter 2000 m. Die Seen Lago Aluminé und Lago Moquehue liegen um die 1200 m hoch und sind ehemalige Gletscherseen. An den Hängen sind sowohl natürliche Wälder als auch Wälder mit von der nördlichen Hemisphäre (Nordamerika und Europa) eingeführten Spezien, wie verschiedene Kiefernarten (Pinus sp.), Fichten (Picea sp), aber auch Hagebutte (Rosa canina), Pappeln (Populus nigra), Birken (Betula sp.), Vogelbeere (Sorbus sp.) und Weiden (Salix babylonica). Letztere vor allem in den Niederungen oder als Ziergewächs in der urbanen Zone. Als besonders schädlich und invasiv wird die Spezies Pinus radiata (Monterey-Kiefer) genannt, da sie durch ein sehr schnelles Wachstum und sehr starke und schnelle Vermehrung als „Unkraut“ eine Gefahr für die heimische autochtone Vegetation darstellt, speziell für die getrenntgeschlechtlichen und sehr viel langsamer wachsenden Araucaria arauca, welche nur hier in sehr kleinen Gebieten der chilenischen und argentinischen Anden vorkommen, zwischen 37°- 40° südlicher Breite, zwischen 600 und 1700 m Höhenlage und durchschnittlichen Jahresniederschlägen von über 1000 mm; welches ein relativ sehr kleines natürliches Verbreitungsgebiet darstellt.
In der jüngeren Vergangenheit wurde eine intensive Weidewirtschaft mit Ziegen und Schafen geführt, mit den charakteristischen Problemen der Überweidung von natürlichen Ökosystemen. Es gibt immer noch Wiesen, sowohl in der Nähe der Seen, als auch auf dem Plateau des Vulkans Batea Mahuida und längs den Bergen der Hauptwasserscheide westlich des Moquehue-Sees, welche vor allem durch die Höhenlage bedingt sind. In der Mitte des vorigen Jahrhunderts kam es zu einer starken Ausdehnung der kommerziellen Forstwirtschaft, welche darin bestand, die Abholzung einheimischer Bäume und die Einfuhr oben genannter schnellwachsender Baumarten aus der nördlichen Hemisphäre zu forcieren. Inzwischen werden in der Baumschule „Vivero Provincial Luis Alberto Puel“ vor allem heimische endemische Baumarten reproduziert, für deren zukünftigen Gebrauch in der Restaurierung degradierter Standorte.

## Wirtschaft
Zwischen 2001 und 2010 ist ein sehr starkes Bevölkerungswachstum registriert worden, dieser Zustrom hält weiterhin an, da man die Möglichkeit des Tourismus entdeckt hat. Das gilt sowohl für den nationalen als auch den internationalen Tourismus. Es begann mit der Entdeckung der Möglichkeit des Wintersport-Tourismus im schneereichen Winter, vor allem für Touristen aus den Städten Argentiniens und Chiles. Hier sind die Wiesen an den Hängen des Vulkan Batea Mahuida der ideale Standort, genossenschaftlich verwaltet von der Kommune der Puel, den Ureinwohnern der Region rings um Villa Pehuenia.
Mit der Zeit entdeckte man auch den ganzjährigen Öko-Tourismus, mit seinen verschiedenen Varianten, wie Trekking, auch Wildnis-Trekking, Wandern, Angeln, Wassersport, Bergsteigen und Foto-Safaris mit Gästen aus aller Welt. Um diesen umweltfreundlichen touristischen Zweig auszubauen, bedarf es vor allem den Schutz und die Erweiterung der heimischen endemischen Ökosysteme, speziell die wenigen noch gut erhaltenen Araukarienwälder und mit von Araukanien und Nothofagus durchsetzten Mischwäldern. In der Nähe von La Angostura gibt es eine Baumschule, welche das benötigte vegetative Material produziert und zur Verfügung stellt. 
Dazu gehört auch der genossenschaftlich verwaltete Park Cinco Lagunas - Quechu Lafquen (Fünf Seen), welcher sich südwestlich der Ortslage, auf der anderen Seite (Südseite) des Lago Aluminné und Südostseite des Lago Moquehue befindet. Dieser wird von der örtlichen Gemeinde Mapuche-Puel verwaltet und geschützt, kostet etwas Eintritt, hat einige ökotouristische Anlagen, wie Rundwanderwegen, kleinen Restaurants mit heimischer mapuchener Küche und Parkplätzen für Besucher mit Auto.

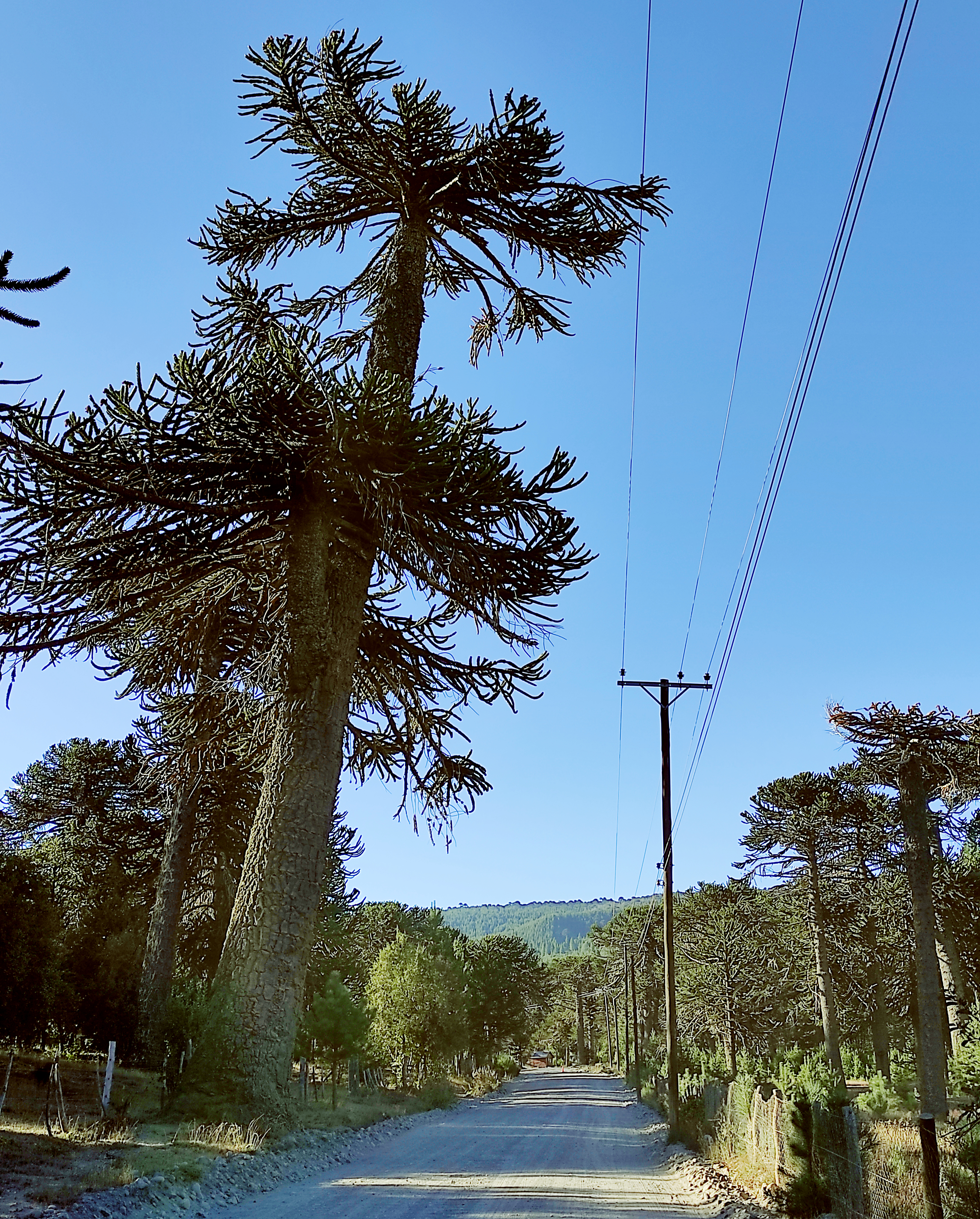
Sehr alter Baum der Sorte Araucaria arauca

Mit dem Bevölkerungszuwachs kam es zum Ausbau von umweltfreundlicher touristischer Infrastrukturː Hotels verschiedener Preiskategorien, Hostels, Bungalows, Campingplätze, Restaurants, Einkaufsläden aller Art, von Lebensmitteln hin bis zu Kunstgewerbe und Modeartikeln. Dazu kommt speziell der Ausbau der regionalen Gastronomie, die unter anderem auf der Nutzung der Samen der Araukarie basiert, aber auch die regionalen Weißweine, die Süßigkeiten und die Küche der Mapuche, einschließlich der Gewürze, wie dem Merkén.

## Bevölkerungː

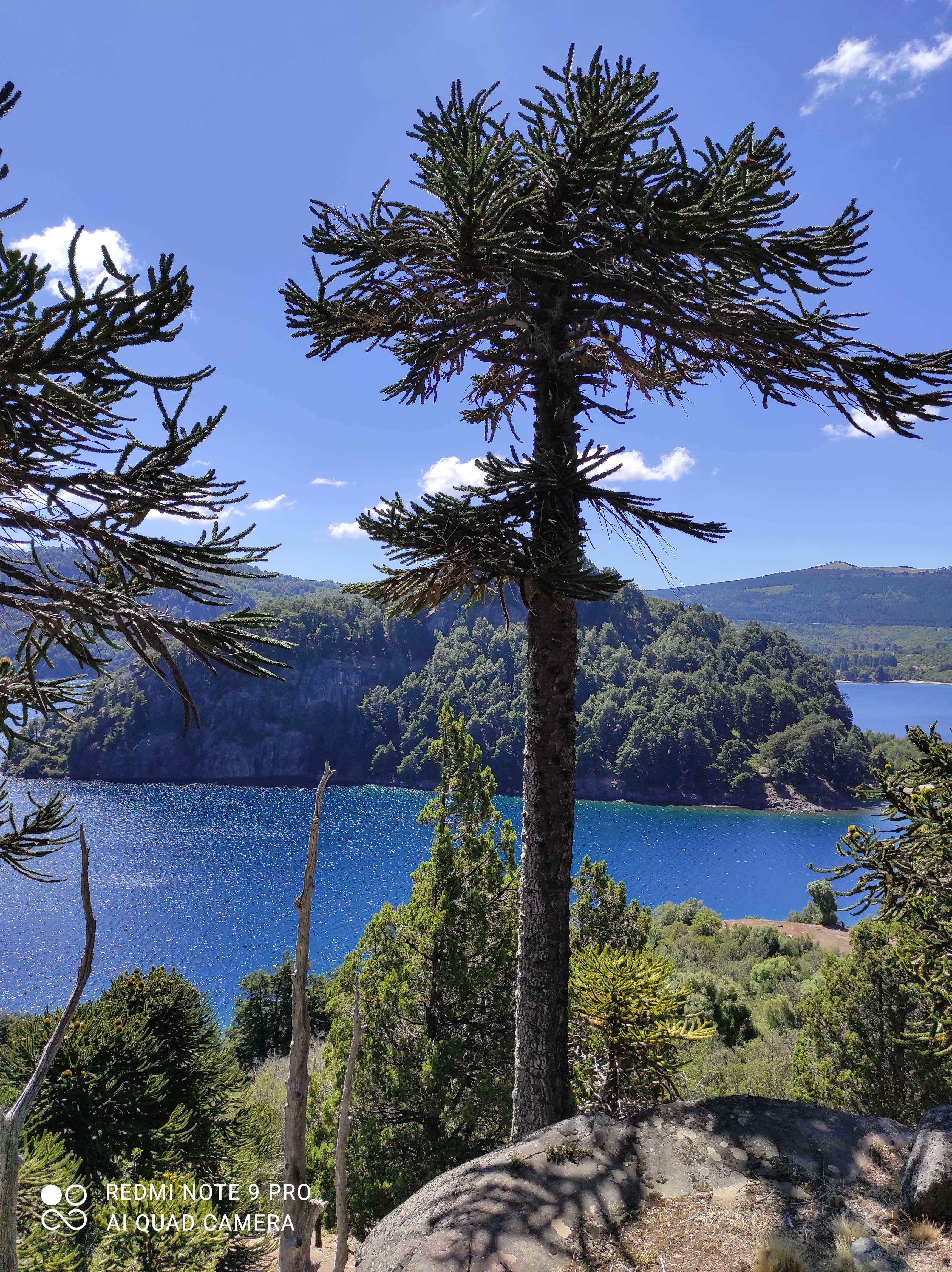
Blick von der Ostseite auf den Moquehué-See

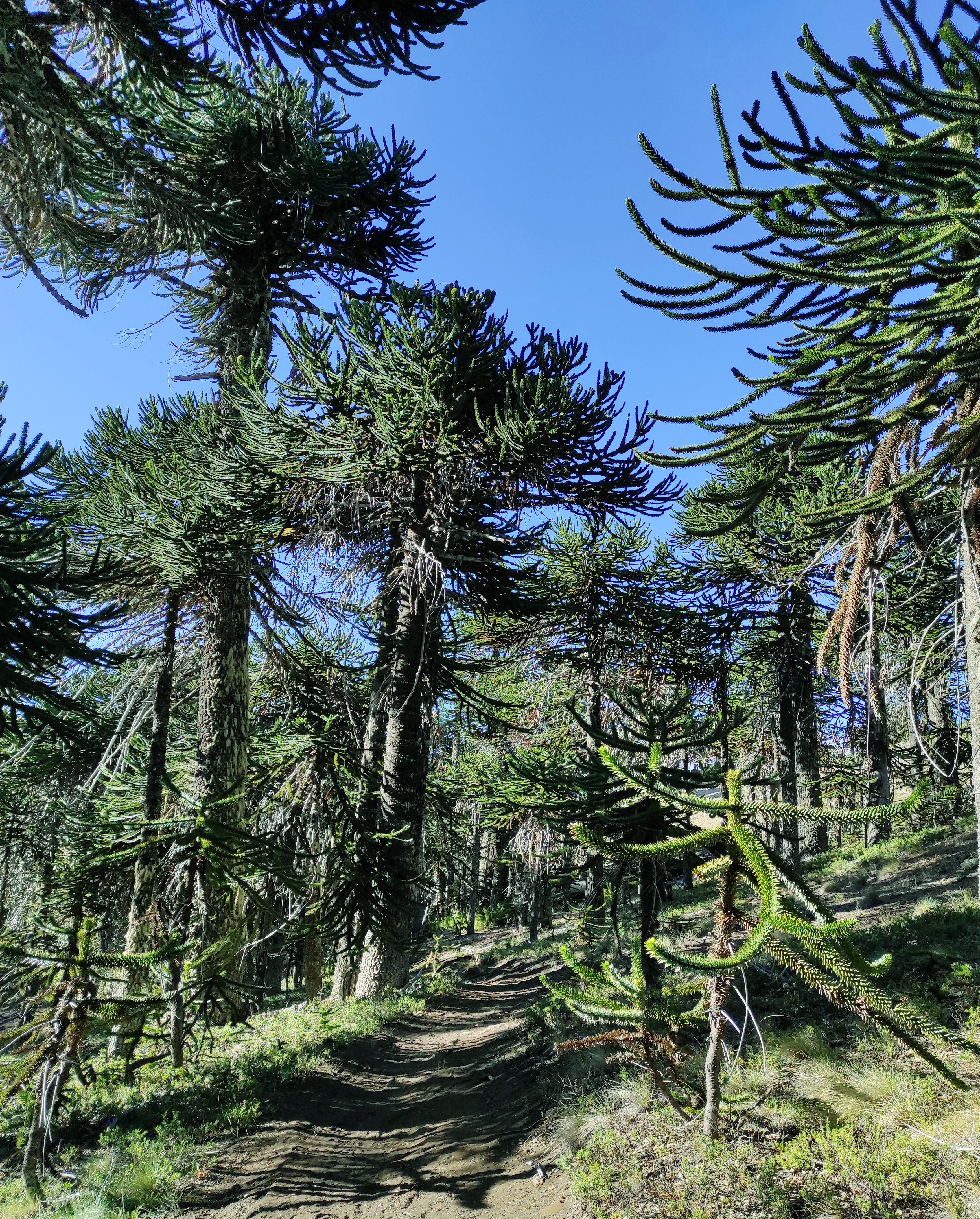
Durch den Pehuén-Wald (Araucaria arauca) am Südhang des Vulkans Batea Mahuida

Die Einwohnerzahl von Villa Pehuenia stieg innerhalb von 10 Jahren von 298 Einwohnern (2001) auf 1611 Einwohnern (2010) (INDEC), was eine Zunahme von 450̥ Prozent darstellt, mit einem Männlichkeits-Index von 112,25 Prozent.